# نيشيكان-كو
نيشيكان-كو (باليابانية: 西蒲区) هو حي في اليابان، يقع في نيغاتا، بلغ عدد سكانه 56,333 نسمة وذلك حسب إحصائيات سنة 2018، تبلغ مساحته 176.51 كيلومتر مربع.